# Thérèse de León (1080-1130)
Pour les articles homonymes, voir Thérèse de León.
Thérèse de León (v. 1080- 11 novembre 1130), fille illégitime du roi Alphonse VI de León et Castille, est la comtesse régnante de Portugal et la mère du premier roi de Portugal Alphonse Ier.

## Biographie

### Jeunesse et mariage avec Henri de Bourgogne
Thérèse est la fille illégitime du roi Alphonse VI de León et de Jimena Muñoz, une aristocrate léonaise,. 
En 1093, elle épouse Henri de Bourgogne et reçoit de son père le comté de Portugal en dot. 
Entre 1096 et 1105, Henri et son cousin Raymond de Bourgogne auraient conclu un accord par lequel Raymond donnerait à Henri le royaume de Tolède ou le royaume de Galice ainsi qu'un tiers du trésor royal après la mort du roi Alphonse VI de León. En retour, Henri promet de soutenir Raymond pour s'assurer la totalité des domaines du roi et les deux tiers du trésor. Le roi Alphonse VI, qui aurait pris connaissance de ce pacte, nomme Henri gouverneur du territoire compris entre le Minho et Santarém, limitant ainsi le gouvernement de Raymond à la Galice. Les deux cousins, au lieu d'être alliés, seraient alors devenus rivaux pour obtenir la faveur du roi,.
Thérèse et Henri sont les vassaux d'Alphonse VI jusqu'à son décès en 1109 puis ceux de la reine Urraque Ire de Léon, sa fille légitime, qui lui succède sur le trône . À la mort du roi de Léon, le couple continue de gouverner les terres au sud du Minho, qu'ils étendent jusqu'au fleuve Mondego et, en décembre 1111, ils gouvernent également Zamora.

### Régence et conflits familiaux

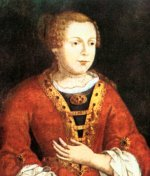
Thérèse de León.

À la mort d'Henri en 1112, Thérèse continue d'exercer l'autorité sur le comté de Portugal, au nom de son très jeune fils Alphonse Henriques, en suivant la même politique d'autonomie de son mari face à Rome et au León. Sa chancellerie commence à développer un titre qui la distingue d'une simple comtesse douairière et qui évolue de « Thérèse, infante de León » à la formule de pleine souveraineté : « Ego regina Taresia de Portugal regis Ildefonssis filia » (« Moi, reine Thérèse de Portugal, fille du roi Alphonse »). 
Elle est reconnue « reine » par le pape Pascal II dans la bulle pontificale Fratrum nostrum publiée le 18 juin 1116 et défend avec succès Coimbra en 1117 face aux envahisseurs Almoravides. En hommage à cette victoire sur les musulmans, elle est proclamée par le pape « Fille d'Aphonse et élue de Dieu » puis est explicitement appelée reine dans un document de 1117, ce qui conduit certains historiens à la désigner comme le premier monarque du Portugal. 
Elle réclame le royaume de Galice comme sa part d'héritage paternel à sa sœur la reine Urraque Ire de Léon, leur seul frère étant mort jeune, et un conflit éclate à partir de 1116. Pour soutenir ses prétentions dans la succession de son père afin d'obtenir une part plus importante de l'héritage, Thérèse se remarie avec le plus puissant seigneur de Galice, le comte Fernando Pérez de Traba, à qui elle confie la défense militaire de la frontière au sud du Mondego. En 1121, Thérèse est assiégée et capturée à Lanhoso, au nord du comté de Portugal, alors qu'elle combat sa sœur Urraque Ire,,. 
Une paix est négociée (traité de Lanhoso) avec l'aide de l'Archevêques de Saint-Jacques-de-Compostelle et de Braga. Les conditions incluent que Thérèse ne peut être libérée que si elle maintient le comté de Portugal vassal du royaume de León comme elle l'a reçu initialement, :
« Thérèse (sœur illégitime d'Urraque Ire) femme rusée, déloyale et belle, prend bientôt soin d'exploiter les conflits dynastiques à son profit, incitant Alphonse Ier d'Aragon à rompre avec Urraque Ire. Cependant, la crise, déclenchée par l'affrontement de ce monarque avec les nobles et les bourgeois de Castille, contraint Alphonse Ier à se retirer dans ses domaines d'Aragon. Urraque Ire est irritée par l'attitude de sa sœur Thérèse, qui, pour l'apaiser, se déclare sa vassale. En 1115, on la voit aux Cortes d'Oviedo comme une infante soumise (41:75-7). Le traité de Lanhoso est conclu, par lequel Thérèse se reconnait vassale et promet de défendre sa sœur contre les ennemis ainsi que les traîtres chrétiens et maures. En compensation, Urraque Ire accorde à sa sœur de nombreuses terres à Salamanque, Ávila, Toro et Zamora, avec revenus et droits seigneuriaux provenant de ces villes. Ce n'est là qu'un exemple parmi tant d'autres du succès de la gouvernance féminine dans la Péninsule Ibérique à l'époque médiévale. L'analyser et le comparer au concept de sexe faible appliqué par le bon sens nous permet de comprendre que ce bon sens repose sur une théorie depuis longtemps dépassée. Cependant, il s'agit toujours d'une théorie, et il convient de l'expliquer en classe : quand, comment, pourquoi elle a été utilisée, et qui en ont bénéficié, afin que les étudiants puissent réfléchir et construire des connaissances de manière critique. » — (Galli, 1997 p. 31).

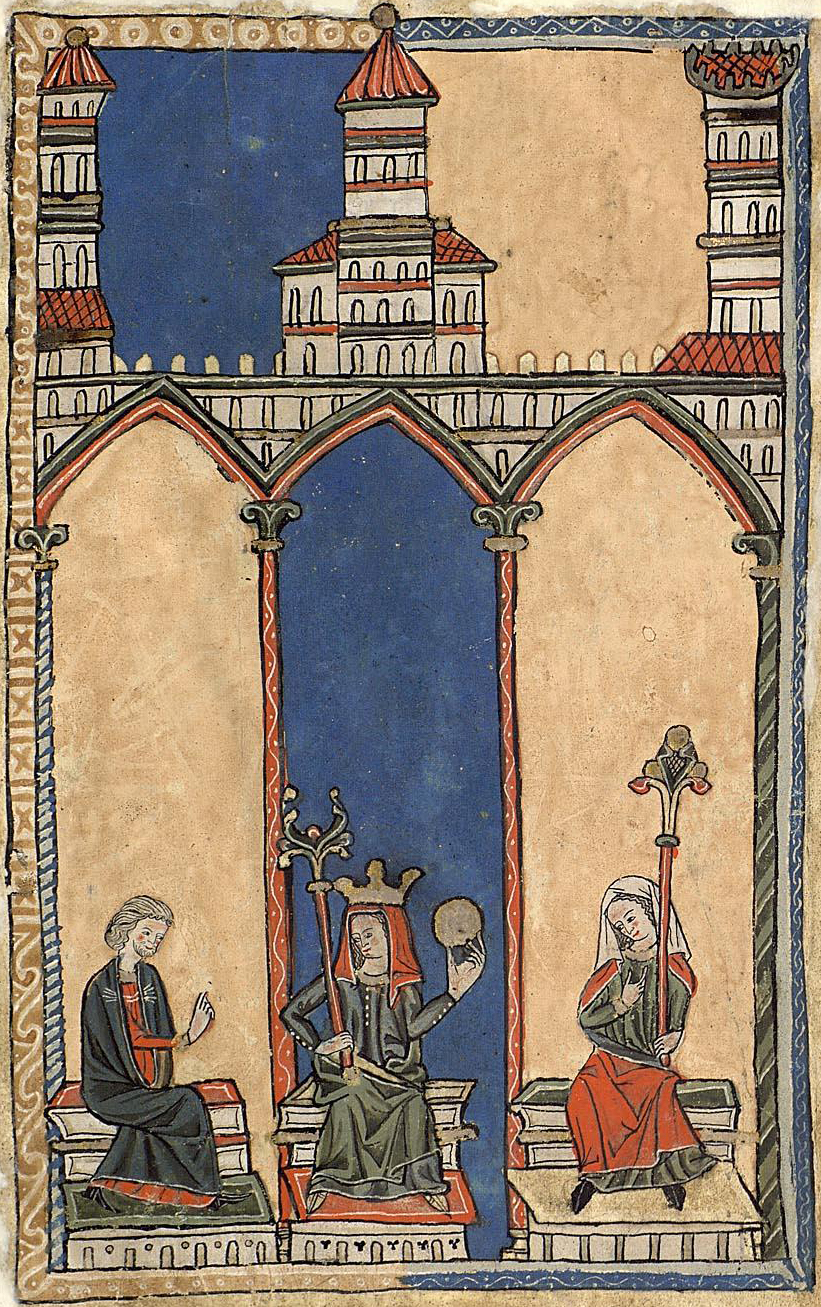
Miniature du XIIIe siècle provenant du « Tumbo de Toxosoutos ». L'interprétation traditionnelle identifie Thérèse de León (au centre), sa fille Urraca Henriques (à droite) et Bermudo Pérez de Traba (à gauche).

Après la mort de sa sœur en 1126 et l'accession au trône léonais de son neveu Alphonse VII, Thérèse se tourne résolument vers la Galice. Son union avec le comte Fernando Pérez de Traba est la pierre angulaire d'un nouveau projet politique : la création d'une entité politique indépendante unissant le Portugal et la Galice sous son contrôle. Fernando Pérez de Traba domine la curie de Thérèse, occupant des postes clés et approuvant tous les documents royaux en tant que principal noble.
Ce gouvernement « galicien » provoque l'hostilité de la noblesse portugaise qui a constitué la base du pouvoir du comte Henri de Bourgogne. Comme analysé par José Mattoso, l'importante influence à la cour des nobles galiciens constitue une menace pour l'aristocratie de Porto qui développe une forte « conscience de groupe », s'unissant contre un projet perçu comme une soumission. Alphonse Henriques, fils d'Henri de Bourgogne et héritier légitime du comté, devient le catalyseur de la révolte des Portugais grâce à l'archevêque de Braga, Paio Mendes, son tuteur ainsi que le principal artisan de son ascension. 
Il entre en guerre contre sa mère, Thérèse de Léon, qui est battue à la bataille de São Mamede en 1128 puis exilée en Galice, avec Fernando Pérez de Traba ainsi que les filles issues de leur mariage, où elle meurt en 1130. Contrairement à la légende, les relations familiales d'Alphonse Henriques avec sa mère, son second mari et ses demi-sœurs sont demeurées bonnes.

## Descendance

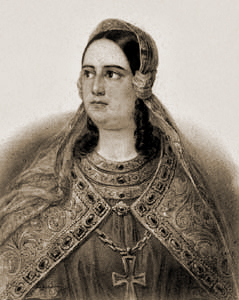
Thérèse de Léon - comtesse de Portugal.

Avec Henri de Bourgogne, elle a plusieurs enfants dont : 
- Urraca Henriques (née vers 1095[23] – décédée vers 1173), épouse de Bermudo Pérez de Traba avec qui elle a des enfants[24];
- Sancha Henriques (née vers 1097[23]–1163), mariée à Sancho Nunes de Celanova avec qui elle a des enfants. Veuve, elle épouse Fernando Mendes de Bragança et n'a pas d'autres descendants[25];
- Teresa Henriques (née vers 1098)[23];
- Alphonse Henriques (1109[26]–1185), le premier roi de Portugal, du nom de son grand-père maternel, peut-être pour « rappeler que le sang de l'empereur de toute l'Hispanie coule également dans les veines de ce petit-fils »[27].

Elle a deux filles avec le comte Fernando Pérez de Traba :
- Teresa Fernández de Traba (décédée en 1180) épouse du comte Nuño Pérez de Lara et, une fois veuve, seconde épouse du roi Ferdinand II de León[28];
- Sancha Fernández de Traba (décédée après mars 1181). Mariée avant 1150 avec le comte Álvaro Rodríguez de Sarria dont elle a des enfants. Veuve, elle épouse le comte Pedro Alfonso et, de nouveau veuve, elle se marie avec le comte Gonzalo Ruiz; sans aucun enfant issu de ces deux mariages[29].